# Chronische appendicitis
Chronische appendicitis is een langdurige lichte vorm van appendicitis, blindedarmontsteking. De appendix is een wormachtig aanhangsel in de buikholte dat is verbonden met de dikke darm. Hoewel de diagnose controversieel is, zijn er wel gevallen beschreven waarin er sprake was van chronische appendicitis. Er wordt gesproken van chronische appendicitis wanneer de ontsteking langer dan drie weken aanhoudt.

## Symptomen
De symptomen van een appendicitis zijn onder andere buikpijn in de onderbuik (lage rechter kwadrant), misselijkheid en braken, koorts, diarree en gewichtsverlies. Bij een obstructie is ontlasting vaak niet mogelijk en kunnen er geen winden worden gelaten.
Bij een chronische appendicitis is het appendiculaire lumen slechts gedeeltelijk geblokkeerd. Na verloop van tijd zal de ontsteking verergeren en de inwendige druk zal toenemen. Maar in plaats van dat de appendix barst, zal de partiële obstructie overkomen worden. Hierdoor kunnen de appendicitis symptomen gedeeltelijk of volledig verminderen, tot de obstructie de appendix opnieuw doet ontsteken.
De oorzaken van een gedeeltelijke obstructie zijn onder andere:
- Objecten zoals kogels, steentjes en pinnen
- Tumoren
- Verkalkt fecaal materiaal (fecalieten)
- Vergroot lymfeweefsel in de buurt van de appendix

## Medische literatuur
Volgens een rapport gepubliceerd door de American Surgeon wordt geschat dat chronische appendicitis 1.5% procent betreft van alle appendicitisgevallen.
In een rapportage gepubliceerd in de Therapeutic Advances in Gastroenterology (mei 2015) werd er een onderscheid gemaakt tussen terugkerende en chronische appendicitis. Eén of meerdere episodes van acute appendicitis werd aangemerkt als terugkerende appendicitis. Chronische appendicitis werd omschreven als een minder ernstige, maar vrijwel continue appendicitis gepaard gaande met buikpijn die langer aanhoudt dan 48 uur, en weken, maanden of jaren kan aanhouden.
Een onderzoek gepubliceerd in de American Journal of Medicine stelde dat onbehandelde appendicitis kan leiden tot de vorming van abcessen en onvruchtbaarheid.

## Relatie met IBD
Een chronisch ontstoken appendix kan ook voorkomen bij (chronische) inflammatoire darmziekten, ook wel IBD genoemd. In ca. 0,2 tot 1,8% van de patiënten met de ziekte van Crohn kan de ziekte beperkt zijn tot de appendix. Dit wordt ook wel appendiculaire crohn genoemd.